# فرودگاه منطقه‌ای لرمی
فرودگاه لرمی ریجنل  (به انگلیسی: Laramie Regional Airport) یک فرودگاه همگانی بهره‌برداری هوایی با کد یاتا LAR است که یک باند فرود آسفالت دارد و طول باند آن ۲۵۹۱ متر است. این فرودگاه در کشور ایالات متحده آمریکا قرار دارد و در ارتفاع ۲۲۲۰ متری از سطح دریا واقع شده است.